# Georg Gustav (Pfalz-Veldenz)

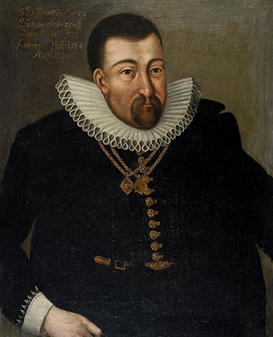
Pfalzgraf Georg Gustav von Veldenz

Georg Gustav von Pfalz-Veldenz (* 6. Februar 1564 auf der Remigiusburg; † 3. Juni 1634) war von 1592 bis 1634 Pfalzgraf von Veldenz.

## Leben
Georg Gustav war der älteste Sohn des Pfalzgrafen Georg Johann I. von Veldenz (1543–1592) aus dessen Ehe mit Anna Maria (1545–1610), Tochter des Königs Gustav I. Wasa von Schweden. Georg Gustav studierte an der Universität Tübingen.
Georg Gustav übernahm von seinem Vater einen bankrotten Staat, den er 1592 mit seinen Brüdern teilte. Georg Gustav behielt Veldenz und Lauterecken, sein Bruder Johann August erhielt Lützelstein, Ludwig Philipp und Georg Johann II. erhielten gemeinsam Guttenberg, letzterer übernahm Lützelstein nach dem Tod seines Bruders. Georg Gustav war wie sein Vater Lutheraner, doch erst Georg Gustav unterschrieb die Konkordienformel.
Anfang des 17. Jahrhunderts gestaltete Georg Gustav das Benediktinerpriorat Lixheim zu einer Exulantenstadt um, die zu einer Siedlung reformierter Glaubensflüchtlinge wurde. Im Jahr 1600 schloss Georg Gustav mit dem Herzogtum Zweibrücken einen Vergleich, in dessen Folge sein Anteil an Alsenz an die Zweibrücker abgetreten wurde.
Im Dreißigjährigen Krieg vertrieben spanische Truppen Georg Gustav aus seinem Land, das Erzbischof Philipp Christoph von Trier in Besitz nahm. Georg Gustavs Sohn erhielt das Land im Westfälischen Frieden 1648 zurück.
Georg Gustav wurde, wie seine Mutter, seine zweite Ehefrau und die gleichnamige Tochter Maria Elisabetha, in der Propsteikirche St. Remigius auf dem Remigiusberg bestattet.

## Ehen und Nachkommen
Georg Gustav heiratete in erster Ehe am 31. Mai 1586 in Stuttgart Elisabeth (1548–1592), Tochter des Herzogs Christoph von Württemberg und Witwe des Grafen Georg Ernst von Henneberg. Die Ehe blieb kinderlos.
Seine zweite Ehefrau wurde am 17. Mai 1601 in Zweibrücken Marie Elisabeth (1581–1637), Tochter des Pfalzgrafen Johann I. von Zweibrücken, mit der er folgende Kinder hatte:
- Anna Magdalene (1602–1630)

⚭ 1617 Herzog Heinrich Wenzel von Münsterberg (1592–1639)
- Johann Friedrich (1604–1632)
- Georg Gustav (*/† 1605)
- Elisabeth (1607–1608)
- Karl Ludwig (1609–1631), gefallen
- Wolfgang Wilhelm (1610–1611)
- Sophie Sibylle (1612–1616)
- Marie Elisabeth (1616–1649), Kanonissin im Stift Herford
- Marie Amalie (1621–1622)
- Magdalene Sophie (1622–1691)
- Leopold Ludwig (1625–1694), Pfalzgraf von Veldenz

⚭ 1648 Gräfin Agathe von Hanau-Lichtenberg (1632–1681)